# HD 33093
HD 33093，又名BD-12 1076，SAO 150159、HR 1665，是一颗恒星，视星等为5.97，位于銀經212.75，銀緯-28.66，其B1900.0坐标为赤經5h 2m 45.6s，赤緯-12° -28.66′ 14″。